# 1871年海登地质勘测
1871年海登地質勘測（英語：Hayden Geological Survey of 1871）調查團勘察了美國懷俄明州西北部，該地區於1872年成為黃石國家公園。這次勘察由地質學家費迪南德·范德維爾·海登領導。1871年海登地質勘測並不是海登的第一次勘察，但它是第一次由美國聯邦政府資助的地質勘察，主要目的在於探索和進一步記錄該地區的特徵，並在說服美國國會通過關於創建國家公園的立法方面發揮了重要作用。

## 概述
1871年的海登地質勘測源於1853年美國國會所通過的太平洋鐵路調查法案，旨在尋找從密西西比河到太平洋沿岸的最佳鐵路路線。南北戰爭結束後由美國內政部進行，將探險家、工程師、科學家和地質學家聚集在一起，共同努力探索美國西部。費迪南德·范德維爾·海登與約翰·韋斯利·鮑威爾、克拉倫斯·金和喬治·惠勒是這些調查的領導者。
1871年3月，美國國會撥款40000美元，資助費迪南德·范德維爾·海登進行第五次勘察，主要勘察愛達荷州和蒙大拿州。費迪南德·范德維爾·海登能夠在美國陸軍布里傑堡的幫助下組織他的探險隊。海登向戰爭部長申請允許在邊境陸軍哨所動用設備、物資和運輸。“在認為有必要且公共服務部門允許的情況下”，此次行動以及一支小型護衛隊是獲得授權的。聯合太平洋鐵路公司和中央太平洋鐵路公司同意免費運送海登的人員和設備。
海登有一位經驗豐富的助手詹姆斯·史蒂文森。1866 年，詹姆斯·史蒂文森陪伴海登進入達科他領地的荒地尋找礦物和化石，從那時起，他在每一次的勘察中都是海登的得力助手。
在進行勘察前的幾周內，海登、史蒂文森、科學家其他人將組成一支隊伍，進入黃石地區。
1871年春天，海登從朋友和同事、七名之前的調查參與者以及一些政治贊助人中挑選了此次勘察小組的成員，總共32人。參加聚會的包括他在1870年進行調查時拍攝的攝影師威廉·亨利·傑克遜和傑伊·庫克安排的客座藝術家托馬斯·莫蘭。
此次地質勘測於1871年6月8日從猶他州奧格登出發。